# Якуб Антчак
Якуб Антчак (пол. Jakub Antczak, нар. 29 квітня 2004, Вроцлав, Польща) — польський футболіст, вінгер познаньського «Леха».
На правах оренди грає в клубі «Одра» (Ополе).

## Ігрова кар'єра

### Клубна
Якуб Антчак є вихованцем футбольної академії зі свого рідного міста Вроцлав. У 2019 році він приєднався до молодіжної команди «Леха». 9 грудня 2021 року Антчак підписав з клубом професійний контракт на три роки. Першу гру на професійному рівні футболіст зіграв 12 лютого 2022 року, коли вийшов на заміну у переможному матчі проти клубу «Термаліка Брук-Бет».
Перед сезоном 2023/24 Якуб Антчак відправився в оренду у клуб Першої ліги «Одра».

### Збірна
З 2018 року Якуб Антчак гравець юнацьких збірних Польщі.

## Титули
Лех
 Чемпіон Польщі: 2021/22